# بوفته
شهر بوفته (به رومانیایی: Buftea) در شهرستان ایلفو در کشور رومانی واقع شده‌است. جمعیت این شهر ۱۹٬۶۱۷ نفر  است.